# Grand Chambrier de France
Il Grand chambrier de France era uno dei grandi uffici della Corona di Francia durante l'Ancien Régime; era una fra le cariche che dal giorno dell'entrata in funzione comportava il conferimento della nobiltà ereditaria di primo grado.
Era il capo della camera del re, e sotto i primi Capetingi gestiva il tesoro reale con il grand bouteiller de France, prima che la Camera dei conti, creata da Filippo il Bello e il sovrintendente alle finanze venissero a prenderne le funzioni nel 1311.
Questo ufficiale aveva uno dei cinque grandi incarichi della corona. Egli non solo si distingueva dal gran ciambellano, ma ne era in qualche maniera superiore per l'estensione del suo potere; firmava infatti le leggi e le lettere reali più importanti, precedeva il connestabile durante le cerimonie e sedeva in giudizio coi pari di Francia; aveva inoltre giurisdizione sulle Corporazioni delle arti e mestieri che dipendevano solo da lui e godeva di diritti signorili, censi e rendite nella città di Parigi e nei dintorni.
La carica venne soppressa nel 1545 da Francesco I, e i feudi riuniti al dominio della Corona; parte dei suoi compiti furono assorbiti dalla funzione di gran ciambellano.

## Elenco dei Grands chambrier[2]
- Vandalmaro, durante il regno di Gontrano
- Talto, durante il regno di Dagoberto I
- Reginardo (817)
- Tanculfo
- Bernardo I di Tolosa, conte di Barcellona (829-830)
- Enguerrand (875)
- Teodorico (878-879)
- Renaud (1060)
- Galeran de Senlis (1065-1085)
- Guy de Senlis (1106-1121)
- Alberico (1128)
- Manasse (1130)
- Ugo (1134)
- Mathieu I de Beaumont-sur-Oise (1139)
- Albéric de Dammartin (1162)
- Mathieu II de Beaumont-sur-Oise (1174)
- Raoul (1186)
- Mathieu III de Beaumont-sur-Oise (1190-1207)
- Ursion de Merville (1209)
- Barthélemy de Roye (1209-1234)
- Jean Ier de Beaumont-Gâtinais, alla morte del precedente
- Jean de Nanteuil (1240)
- Alfonso di Brienne (1258)
- Alardo di Valéry (1271-1277)
- Roberto II di Borgogna (1277-1278)
- Jean II de Dreux
- Luigi I di Borbone (1312-1314)
- Pietro I di Borbone ( -1356)
- Luigi II di Borbone ( -1410)
- Filippo di Nevers (1410-1415)
- Jean III de Chalon-Arlay (1415-1418)
- Guillaume de Châteauvillain (1419), per i Borgognoni[3]
- Ralph de Cromwell, III barone Cromwell (1434-1435), per i Borgognoni[3]
- Giovanni I di Borbone (-1434)
- Carlo I di Borbone (1434-1456)
- Giovanni II di Borbone (1456-1488)
- Pietro II di Borbone (1488-1503)
- Carlo III di Borbone-Montpensier (1503-1527)
- Enrico, duca d'Orléans e duca d'Angoulême, poi sovrano col nome di Enrico II (1527-1536)
- Carlo II d'Orléans (1536-1545), alla sua morte l'ufficio fu soppresso.